# Whitwell (Tennessee)
Whitwell es una ciudad situada en el condado de Marion, Tennessee, Estados Unidos. Tiene una población estimada, a mediados de 2022, de 1621 habitantes.

## Geografía
La localidad está ubicada en las coordenadas 35°11′33″N 85°31′18″O / 35.19250, -85.52167. Según la Oficina del Censo, tiene una superficie total de 9.10 km², de los cuales 9.09 km² corresponden a tierra firme y 0.01 km² están cubiertos de agua.

## Demografía

### Censo de 2020
Según el censo de 2020, en ese momento la localidad tenía una población de 1641 habitantes. La densidad de población era de 180.53 hab./km².
| Raza                   | Núm. | Porc.   |
| ---------------------- | ---- | ------- |
| Blancos                | 1513 | 92.20%  |
| Afroamericanos         | 20   | 1.22%   |
| Amerindios             | 3    | 0.18%   |
| Asiáticos              | 6    | 0.37%   |
| De otras razas         | 20   | 1.22%   |
| De una mezcla de razas | 79   | 4.81%   |
| Total                  | 1641 | 100.00% |

Del total de la población, el 3.53% eran hispanos o latinos de cualquier raza.